# Denisovo nábřeží (Plzeň)
Denisovo nábřeží v Plzni spojuje ulici U Ježíška s ulicí Pražská. Nazváno je podle francouzského historika, politika a slavisty Ernesta Denise. Nachází se u řeky Radbuzy, na jejímž druhém břehu je protilehlé Anglické nábřeží. Z východu do něho vstupuje ulice U Lázní a Pařížská. Veřejná doprava na nábřeží nezajíždí, je situována do ulic Americká a Pražská se zastávkami Pařížská a Anglické nábřeží. Nábřeží se nachází v parkovací zóně B. Ulicí prochází cyklostezka č. 3 a 31.

## Budovy, firmy a instituce
- bývalé městské lázně, využívané jako paintballové hřiště[1]
- poliklinika se zubní pohotovostí[2]
- parkoviště na místě bývalého domu kultury
- ředitelství Plzeňských městských dopravních podniků (PMDP)
- Masarykův studentský dům

## Galerie

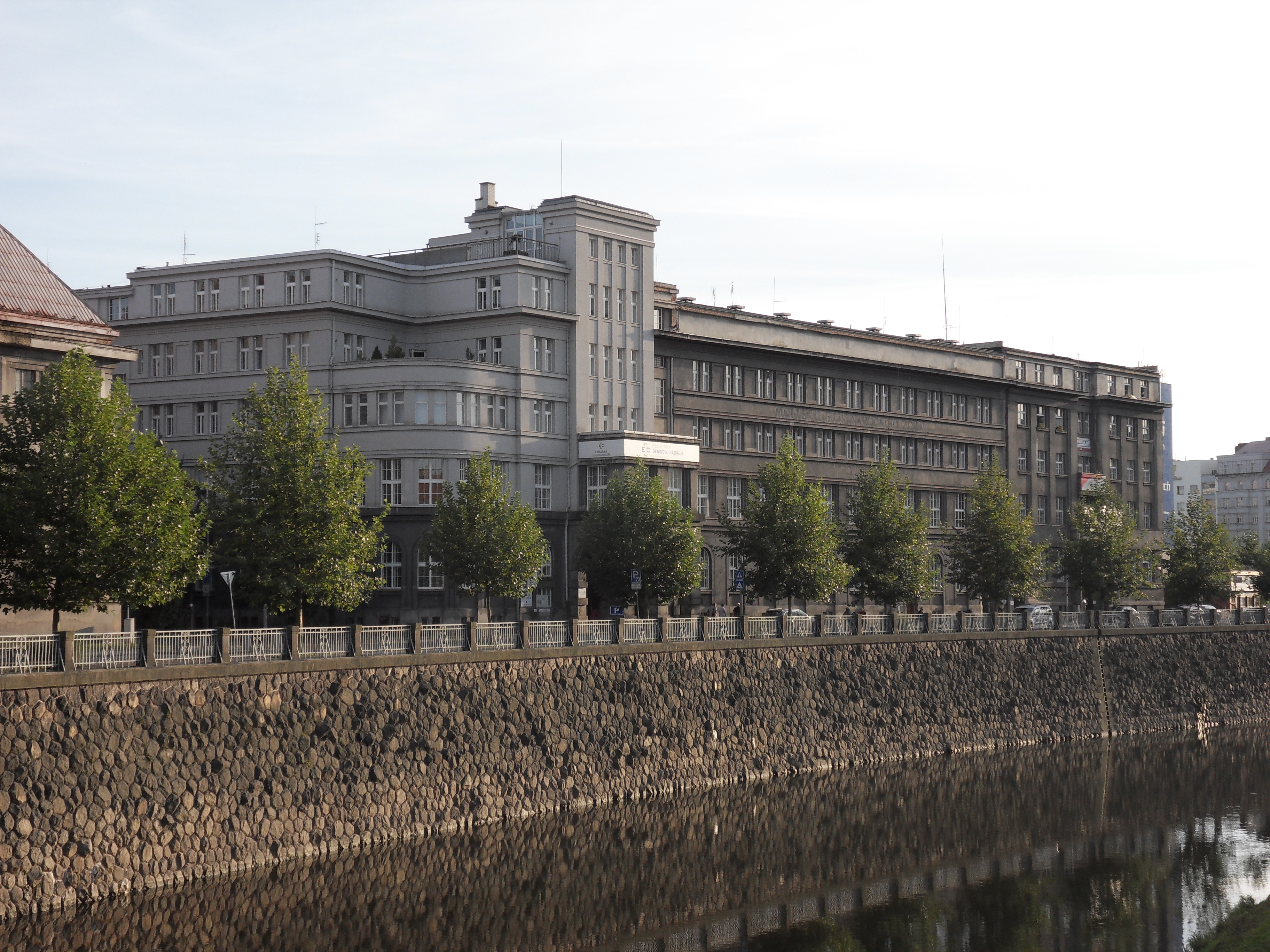
Poliklinika
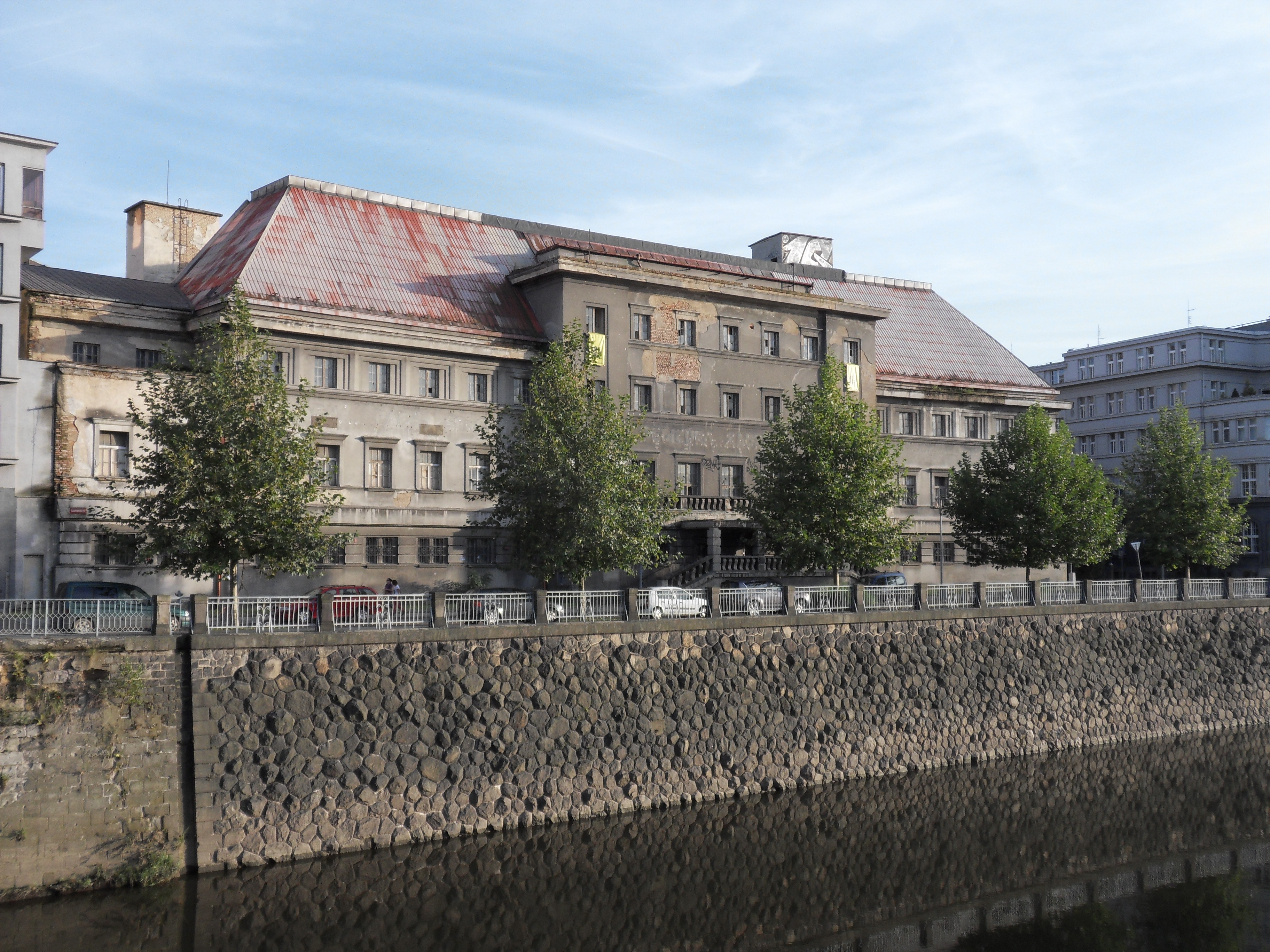
Bývalé městské lázně
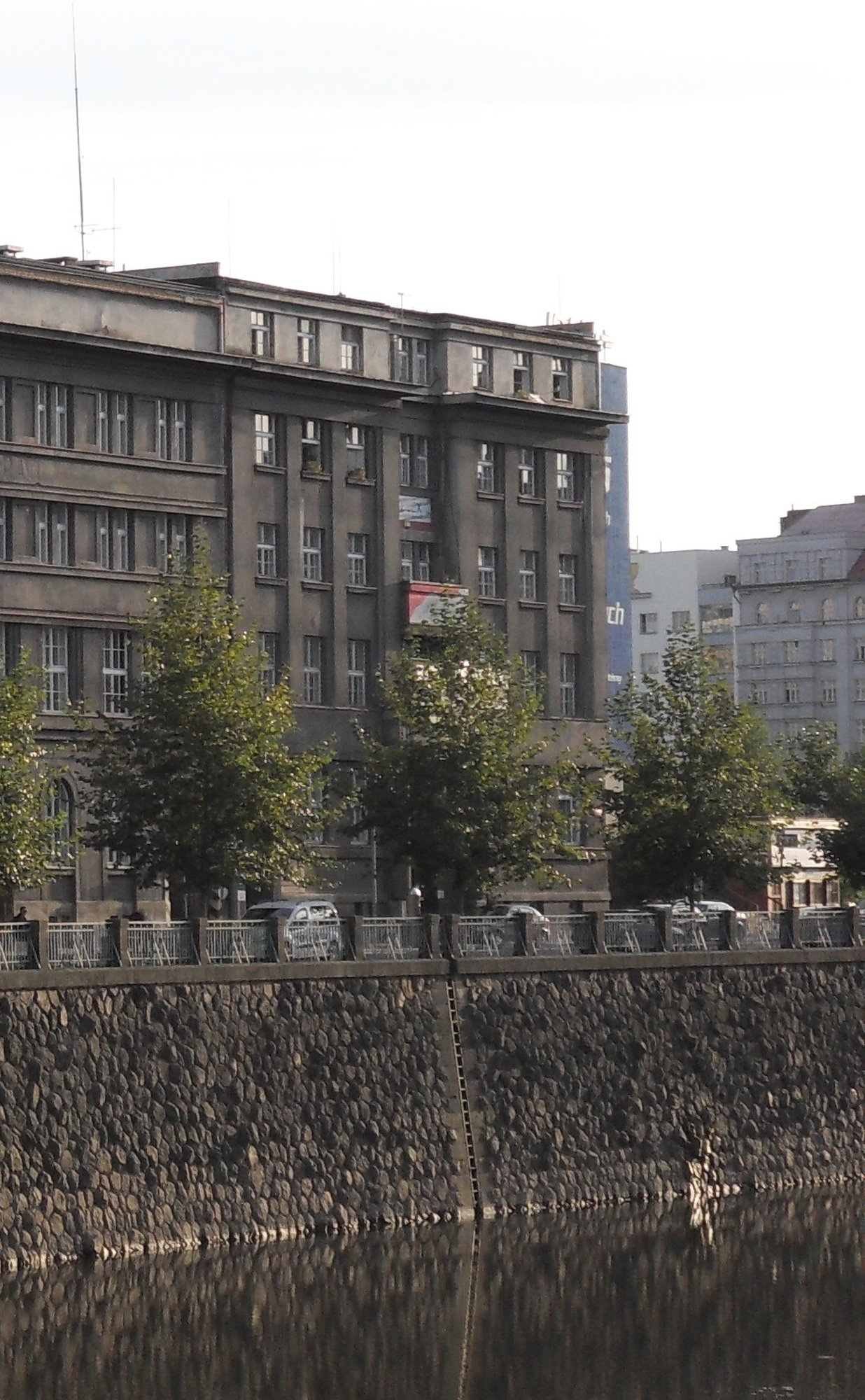
Masarykův studentský dům